# 荒尾精

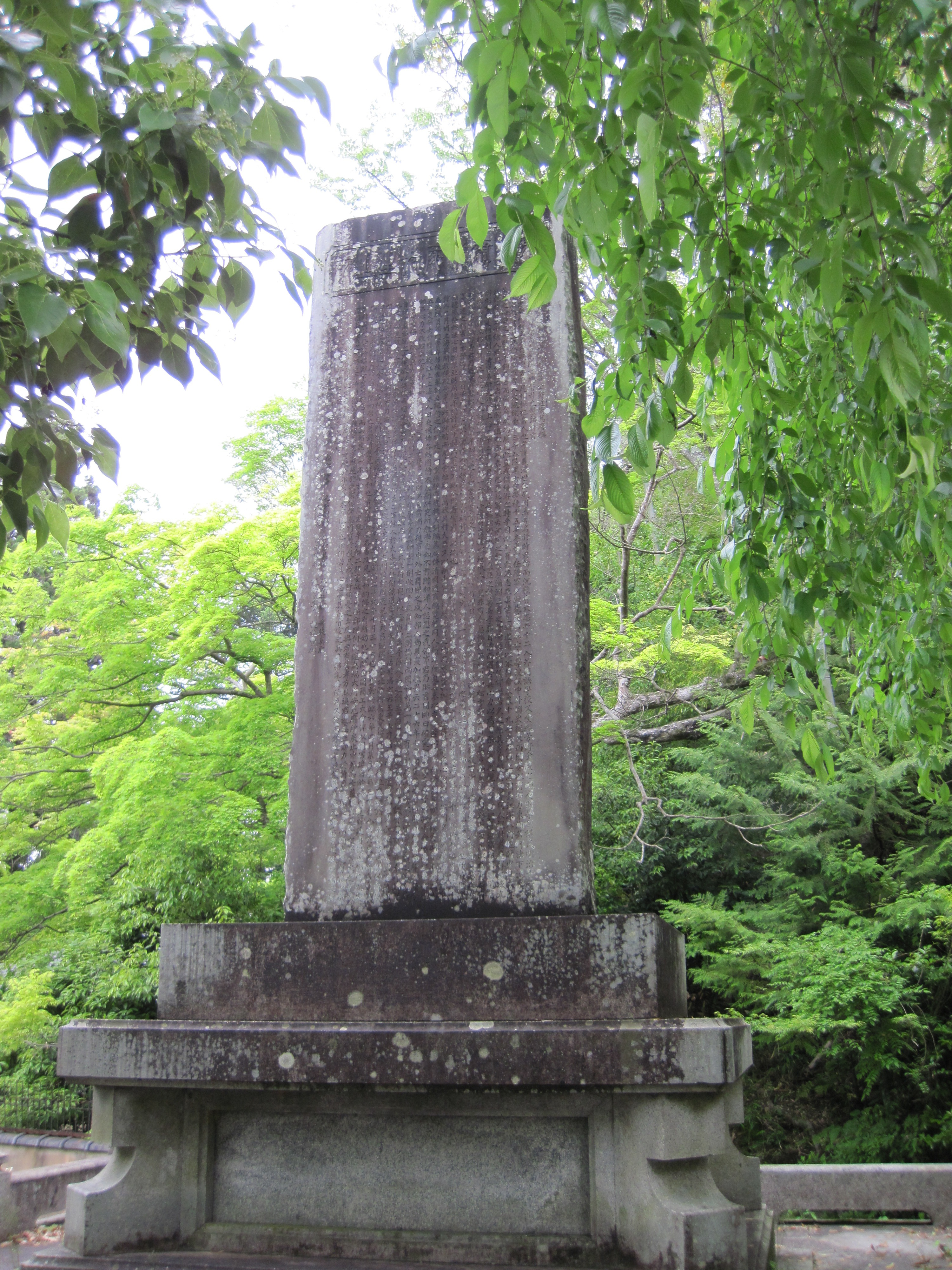
東方齋荒尾精先生之碑，位於日本京都市左京區熊野若王子寺前，接近其寓所處

荒尾精（1859年7月24日—1896年10月30日）是日本的陆军军人，日清貿易研究所的创立者之一。最终的军衔是大尉。幼名一太郎，本名义行，后称东方斋。负责日本军的谍报工作。

## 生平
其父亲荒尾義济是尾张藩人，為家中长子。1878年，他进入陆军教导团炮兵科。后来进入日本陆军士官学校，属于熊本步兵联队。1882年，毕业于日本陆军士官学校（旧第5期）。加入歩兵第13连队。1885年，他加入日本陸軍参謀本部支那部，隔年受參謀本部之命，為了收集情報而到清國赴任。
1890年9月，他在上海所設立的日清貿易研究所裡主導以民間人士角度來進行大陸研究，而暗中支援日本陸軍的大陸工作的人物有不少都出自此研究所。而日清貿易研究所是在他死後設立的東亞同文書院的前身。
1893年7月，荒尾精編入了預備役，之後在1896年9月在臺灣因鼠疫而去世。玄洋社的頭山滿曾說荒尾是「据说天降伟人于世五百年一遇。他岂不就是那人吗？（日语：500年に1度は、天が偉人を世に下すという。彼はその人ではあるまいか）」。